# 2:37
2:37 je australský hraný film z roku 2006, který režíroval Murali K. Thalluri podle vlastního scénáře. Film zachycuje jeden den ve škole, kde někdo ve 14 hodin a 37 minut spáchá sebevraždu. Snímek měl světovou premiéru na Mezinárodním filmovém festivalu v Cannes 26. května 2006.

## Děj
Ve 14:37 učitel a školník vypáčí uzamčené dveře na WC na škole. Za nimi se nachází mrtvé tělo osoby, která spáchala sebevraždu.
Film se vrací na začátek dne a postupně představuje šest možných kandidátů na sebevraždu. Každý ze studentů řeší závažné osobní problémy. Sean je vyoutovaný gay, který ale v rodině nenachází žádnou podporu. Jeho přítel Luke naopak vše tají a jako místní fotbalová hvězda se prezentuje jako macho. Ve skutečnosti má však neustálý strach z prozrazení. Sarah sice chodí s Lukem, ale trpí bulimií. Melody zjišťuje, že je těhotná poté, co ji znásilnil vlastní bratr Marcus. Ten je pod tlakem otce, který chce mít ze syna dokonalého studenta a nepromíjí mu sebemenší selhání. Steven trpí vrozenou inkontinencí a od narození kulhá, takže se ho každý straní. Děj filmu je prokládán rozhovory s danými studenty v dokumentárním stylu, kdy hovoří na kameru o svých problémech. Den postupuje, osudy studentů se vzájemně proplétají, jejich tajemství vyplouvají na povrch a den směřuje k času 14:37.

## Obsazení
| Teresa Palmer     | Melody    |
| Frank Sweet       | Marcus    |
| Sam Harris        | Luke      |
| Charles Baird     | Steven    |
| Joel Mackenzie    | Sean      |
| Marni Spillane    | Sarah     |
| Clementine Mellor | Kelly     |
| Sarah Hudson      | Julz      |
| Gary Sweet        | pan Darcy |
| Amy Schapel       | Lacey     |
| Xavier Samuel     | Theo      |
| Chris Olver       | Tom       |